# دونالد
دونالد، دانلد یا دانالد ممکن است به یکی از موارد زیر اشاره داشته باشد:
- دانلد استیلو
- دانلد اوبراین
- دانلد داک
- دانلد کنوت
- دونالد آدامسن
- دونالد آر مک‌مونیگل
- دونالد آرتور گلایزر
- دونالد آرنولد
- دونالد آلن
- دونالد آلیون اینیس
- دونالد برادمن
- دونالد بیرد
- دونالد پلزنس
- دونالد ترامپ
- دونالد ترامپ جونیور
- دونالد توسک
- دونالد رامسفلد
- دونالد راموتار
- دونالد ساترلند
- دونالد فایسون
- دونالد کریسپ
- دونالد گلاور